# Venere esquilina

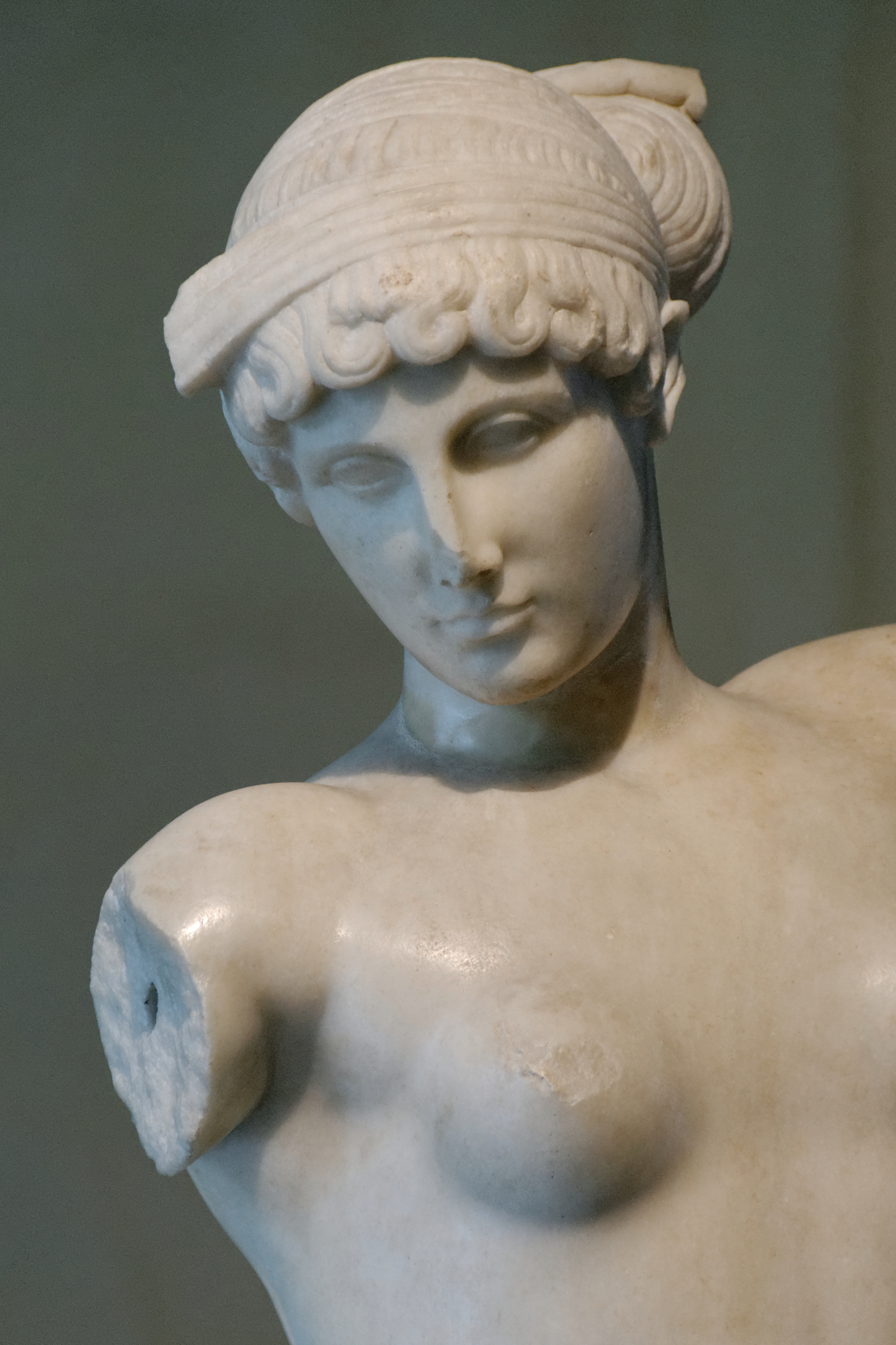
Dettaglio

La Venere esquilina è una scultura ellenistica in marmo pario (h. 155 cm) del I secolo a.C., conservata nei Musei Capitolini di Roma.

## Storia
La statua venne ritrovata nel 1874 sull'Esquilino nella zona presso l'odierna Piazza Vittorio, in una sala sotterranea degli Horti Lamiani, da cui proviene anche il ritratto di Commodo come Ercole.
Interpretata al momento della scoperta come Venere-Iside, più recentemente si è ritenuto che si trattasse di una raffigurazione di Cleopatra, databile nella seconda metà del I secolo a.C.. Secondo questa tesi il cobra raffigurato sul vaso rappresenterebbe l'ureus, simbolo della regalità egizia.
Nel periodo da giugno a settembre del 2008, la scultura è stata esposta presso il padiglione italiano nell'Esposizione Internazionale di Saragozza (Spagna) ed è diventata la massima attrazione dei visitatori del padiglione. Per tutto il periodo è stata custodita 24 ore su 24 da agenti della Guardia di Finanza.
Il 27 gennaio 2016 in occasione dell'importante viaggio in Italia del presidente iraniano Hassan Rohani, la scultura insieme ad altre opere d'arte sono state coperte con pannelli in compensato affinché le immagini ufficiali della visita potessero essere trasmesse alla televisione iraniana.
Una copia si trova nel museo del Louvre.

## Descrizione e stile
Rappresenta una donna nell'atto di legarsi i capelli (le dita della mano sinistra si conservano sui capelli raccolti, mentre le braccia, sollevate, sono perdute) prima di immergersi nel bagno. La figura è nuda ad eccezione dei sandali (tratto significativo per le interpretazioni recenti visto che Venere non indossa mai sandali). La scultura si appoggia ad un sostegno che raffigura un vaso intorno al quale si arrotola un cobra, sul quale è poggiato un panno: la presenza dell'animale ha fatto pensare a una rappresentazione romana di Cleopatra (d'altronde la datazione coincide con gli anni della presenza di Cleopatra VII a Roma).
La statua rielabora per il volto e la capigliatura modelli di stile severo, mentre per il corpo riprende modelli ellenistici e in particolare l'iconografia della Afrodite Anadiomene.
Evidente è la ricerca di una resa naturalistica del corpo femminile, indifferente ai canoni della bellezza applicati alla figura della dea nelle rappresentazioni tradizionali.

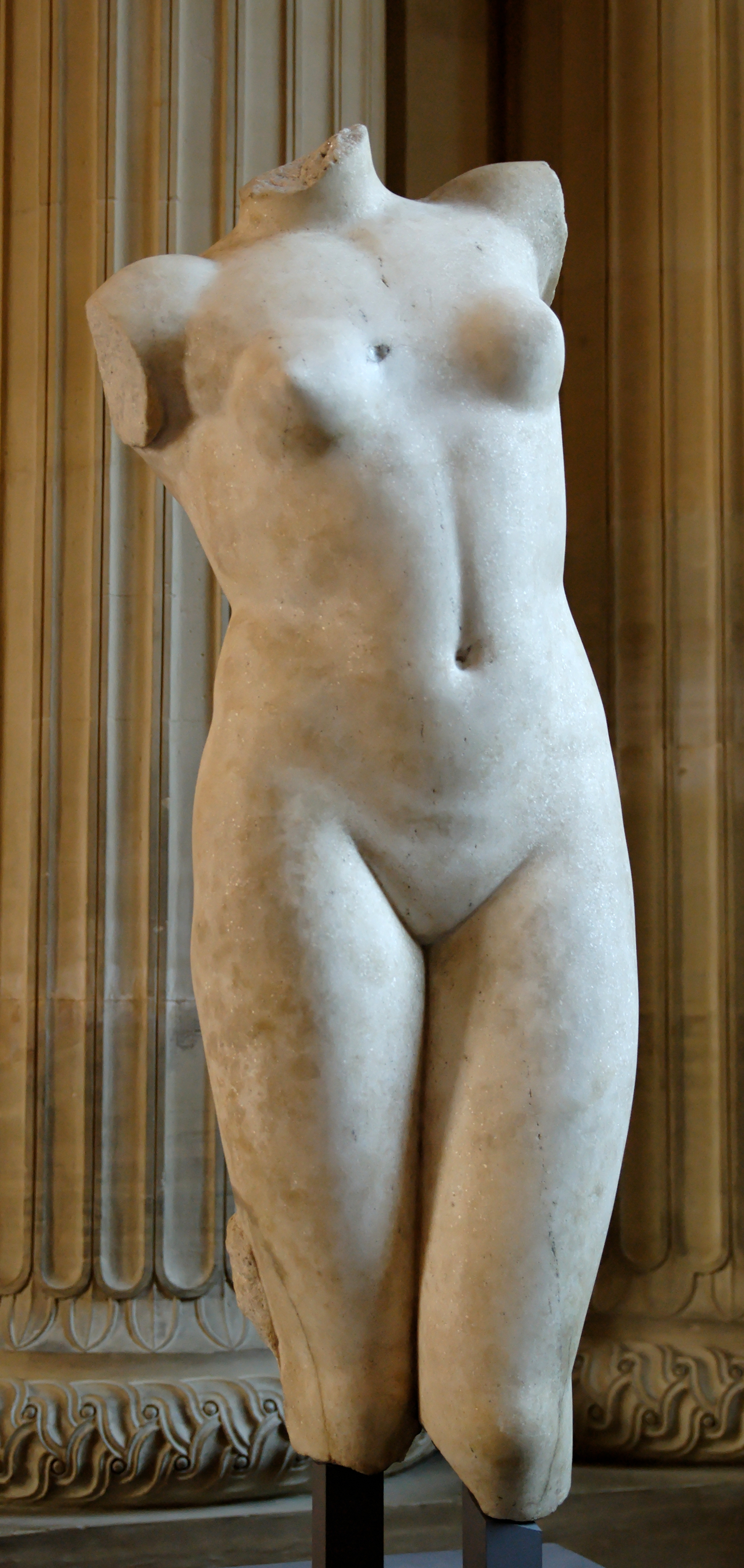
Il torso con parte delle gambe del Louvre